# Обернхајм
Обернхајм (њем. Obernheim) општина је у њемачкој савезној држави Баден-Виртемберг. Једно је од 25 општинских средишта округа Цолерналб. Према процјени из 2010. у општини је живјело 1.487 становника. Посједује регионалну шифру (AGS) 8417047.

## Географски и демографски подаци
Обернхајм се налази у савезној држави Баден-Виртемберг у округу Цолерналб. Општина се налази на надморској висини од 897 метара. Површина општине износи 15,0 km². У самом мјесту је, према процјени из 2010. године, живјело 1.487 становника. Просјечна густина становништва износи 99 становника/km².